# Hill Street Blues

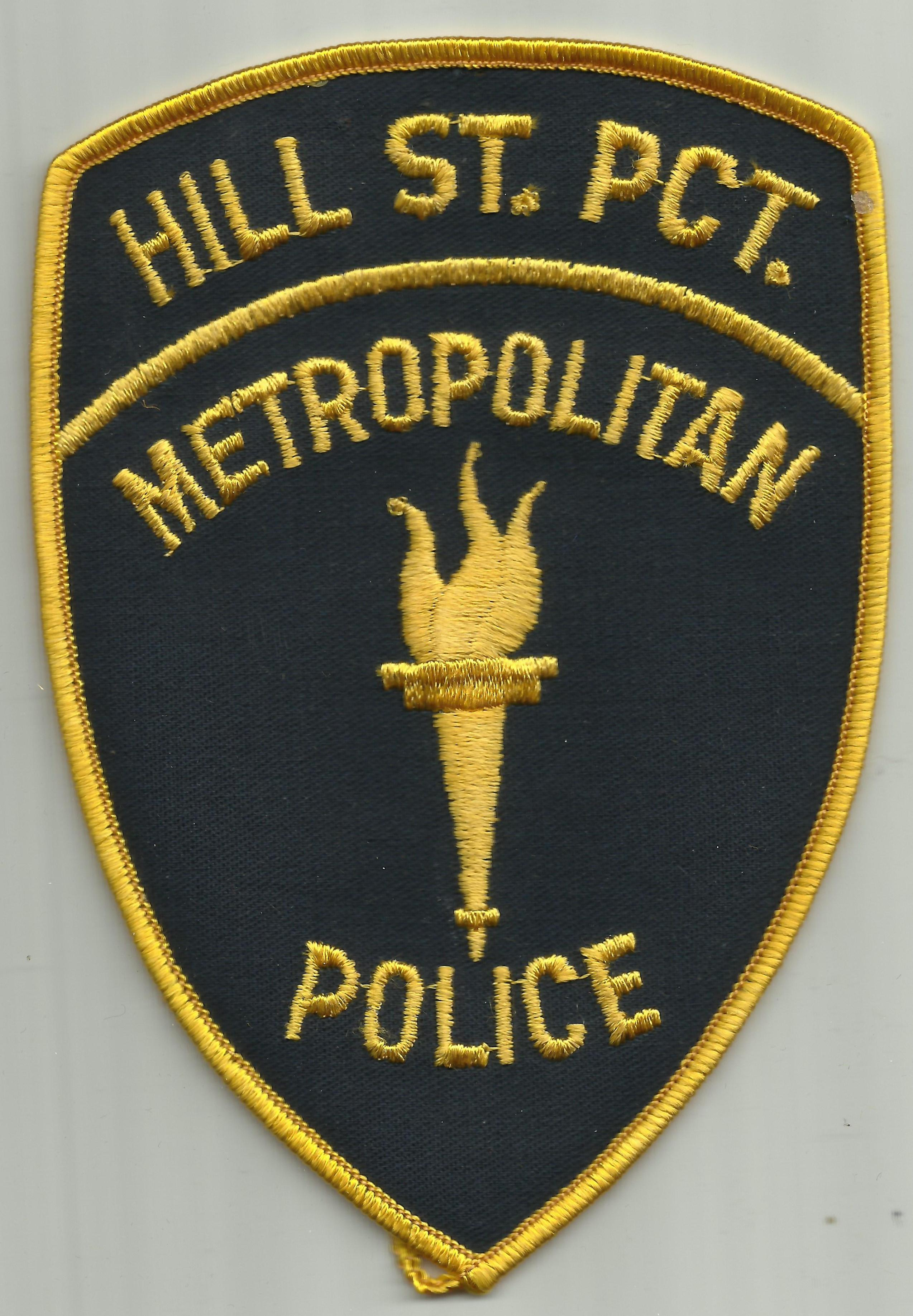
Parche con insignia de los agentes de la serie.

Hill Street Blues (en España Canción triste de Hill Street, en Hispanoamérica El precio del deber) es una serie de televisión policial estadounidense, emitida por la cadena de televisión NBC entre los años 1981 a 1987. Fue un éxito de crítica y fijó nuevas líneas para las series producidas en Estados Unidos.

## Personajes principales
- Capt. Francis X. (Frank) Furillo - Daniel J. Travanti
- Fay Furillo - Barbara Bosson
- Sargento Philip Freemason (Phil) Esterhaus - Michael Conrad
- Agente Robert Eugene (Bobby) Hill - Michael Warren
- Agente Andrew Jackson (Andy) Renko - Charles Haid
- Joyce Davenport - Veronica Hamel
- Det. Michael (Mick) Belker - Bruce Weitz
- Teniente Ray Calletano - René Enriquez
- Det. Johnny (J.D.) LaRue - Kiel Martin
- Det. Neal Washington - Taurean Blaque
- Teniente Howard Hunter - James Sikking
- Sargento/Teniente Henry Goldblume - Joe Spano
- Agente/Sgt. Lucille (Lucy) Bates - Betty Thomas
- Agente Joe Coffey - Ed Marinaro
- Agente Leo Schnitz - Robert Hirschfeld
- Sargento Stan Jablonski - Robert Prosky
- Teniente Norman Buntz - Dennis Franz
- Det. Patsy Mayo - Mimi Kuzyk
- Det. Harry Garibaldi - Ken Olin
- Agente Patrick Flaherty - Robert Clohessy
- Agente Tina Russo - Megan Gallagher

## Personajes secundarios
- Capitán Bob Ajanian - Richard Romanus
- Ayudante del fiscal de distrito Álvarez - Gregory Sierra
- John Amico - Jack Andreozzi
- Shirret Anders - Van Nessa Clarke
- Ed Andrews - John Wesley
- Bobby Angel - Billy Green Bush
- Mr. Arcanian - Paul Michael
- Prunella Ashton-Wilkes - Elizabeth Huddle
- E.A.T. Officer Jack Ballantine - Gary Miller
- Reverendo Banks - Stack Pierce
- Det. Sal Benedetto - Dennis Franz
- Det. Michael Benedict - Gerald Castillo
- Bernard - Kent Williams
- Ayudante del fiscal de distrito Irwin Bernstein - George Wyner
- Billie - Karole Selmon
- Sal Binachi - Jack Andreozzi
- Marv Box - Dana Gladstone
- Alan Bradford - Martin Ferrero
- Richard Brady - William Forsythe
- Tyler Bragg - Howard Witt
- Warren Briscoe - Andy Romano
- Virgil Brooks - Nathan Cook
- Attorney Brown - Renny Roker
- Agente Randall Buttman - Michael Biehn
- Stuart Casey - Fred McCarren
- Kiki Chabundi - Clinton Derricks-Carroll
- Ed Chapel - Jordan Charney
- Connie Chapman - Frances McDormand
- Dolores Chapman - Linda Hart
- Cynthia Chase - Andrea Marcovicci
- Theodore Chato - Victor Mohica
- Don Chesler - Peter Schuck
- Det. Lt. Alf Chesley - Gerry Black
- Chico - Gregory Norman Cruz
- Lee Cleveland - Hilly Hicks
- Alcalde Ozzie Cleveland - J.A. Preston
- Juez Milton Cole - George Wallace
- Colette - Marion Kodamu Yue
- Coley - Robin Coleman
- Douglas Comstock - Robin Gammell
- Crawford - Franklyn Seales
- Sonny Crockett - Dennis Burkley
- Jennifer Cross - Jeannetta Arnette
- Chief Fletcher Daniels - Jon Cypher
- Daryl Ann - Deborah Richter
- Agente Rudy Davis - Harold Sylvester
- Arnold Detweiler - Michael Fairman
- Fabian DeWitt - Zero Hubbard
- Vivian DeWitt - Beverly Hope Atkinson
- Al DiPiano - Charles Tyner
- DiCostanza - Lou Joffred
- Maureen Dolan - Joan Sweeny
- Tommy Donahue - David L. Crowley
- Pete Dorsey - Peter Lownds
- Phil Dugan - Stephen Macht
- Jay Eldridge - Peter Fox
- Ellis - Leonard Lightfoot
- Aunt Feeney - Beah Richards
- Gabe Fimpel - Michael Tucker
- Sarah Fimpel - Jill Eikenberry
- Benjamin Fisk - George Coe
- James Fitzsimmons - Jere Burns
- John Fox - Harrison Page
- James Willett Frame - George Innes
- Mary Franken - Nora Heflin
- Capitán Freedom - Dennis Dugan
- Capitán Jerry Fuchs - Vincent Lucchesi
- Mr. Furillo - Richard Bull
- Anna Furillo - Penny Santon
- Joe Furillo - Michael Durrell
- Sophie Furillo - Catherin Paolone
- Gerry Gaffney - Gary Frank
- Agente Michael Galva - Brian McNamara
- Grace Gardner - Barbara Babcock
- Agente Ron Garfield - Mykelti Williamson
- Anthony Garibaldi - Joe Dorsey
- Jon Gennaro - Leo Rossi
- Goldblum - Dana Gladstone
- Rachel Goldblume - Rosanna Huffman
- Gradsky - Andy Goldberg
- Carole Greene - Martha Hackett
- Ed Greenglass - Basil Hoffman
- Eddie Gregg - Charles Levin
- Celestine Grey - Juney Smith
- Juez Paul Grogan - Donnelly Rhodes
- Lotta Gue - Roxanne Rolle
- Joe Gustimonte - Edward James Olmos
- Wilber Harmon - Eric Laneuville
- Officer Harris - Mark Metcalf
- William Hasselbach - Ian Patrick Williams
- Dr. Heath - Wortham Krimmer
- Dudley Hicks - Troy Curvey Jr.
- Mary Hicks - Alexandra Johnson
- Reggie Hill - James McEachin
- Hingle - Jake Mitchell
- Vic Hitler - Terry Kiser
- Eddie Hoban - Robert Brian Berger
- Tom Hopper - Eric Pierpoint
- Vera Horvath - Sharon Barr
- Jesse John Hudson - Danny Glover
- Bailbondsman Huerta - Danny Mora
- Iggy - David Fresco
- Sal Intestinale - John Quade
- Ms. Jackson - Pamela Hayden
- Sgt. Jenkins - Lawrence Tierney
- Justine - Peggy Blowe
- Debbie Kaplan - Gela Jacobson
- Kristen - Ally Sheedy
- Lambert - Charles Guardino
- Andrew Lane - William G. Schilling
- Lee - John Idakitis
- Vernon Lee - Kene Holliday
- Agente Ron Lipsky - Chris Noth
- Carterista James Logan - Nick Savage
- Biff Lowe - Paul Gleason
- Irv Luboff - Michael Durrell
- Ludwig - George McDaniel
- Lyle - Phil Peters
- Lynetta - Shirley Jo Finney
- Ralph Macafee - Dan Hedaya
- Mac MacAllister - Sandy McPeak
- Assistant Chief Dennis Mahoney - Ron Parady
- Mancuso - John O'Connell
- Shamrock Leader Tommy Mann - David Caruso
- Cookie Marcel - Jesse D. Goins
- Dave Marino - Vincent Baggetta
- Robin Mars - David Wohl
- Agente Martin - Randy Kovitz
- Jesus Martínez - Trinidad Silva
- Marty el prestamista - Martin Garner
- Hal Massey - Robert Sampson
- Concejal Tom McAurley - Dennis Holahan
- Kate McBride - Lindsay Crouse
- Nancy McCoy - Karen Carlson
- Lawrence McKeever - Michael MacRae
- Melvin - Matt Kanen
- Steve Merkur - Scott Paulin
- Metzger - James Tartan
- Stan Maizel - Robert Davi
- Katy Moore - Nancy Lenehan
- Roseanna Morgenstern - Lee Kessler
- William Mullins - Jesse D. Goins
- Agente Jerry Nash - Stephen McHattie
- Peggy LaRue Nelson - Janet Carroll
- Rob Nelson - Louis Giambalvo
- Martha Nichols - Lynne Moody
- Chief Coroner Wally Nydorf - Pat Corley
- Judge Lee Oberman - Larry D. Mann
- Sonny Orsini - Joe Pantoliano
- Pak - Soon-Tek Oh
- Presidential Aide Parker - Charles Seaverns
- Celeste Patterson - Judith Hansen
- Pauli - Ernie Sabella
- Sandra Paully - Mimi Rogers
- Marcus Peabody - Randy Brooks
- Inspector Pearson - John Karlen
- Donald Peck - James O'Sullivan
- Agente Mike Pérez - Tony Pérez
- Philip - Miguel Fernández
- Agente Archie Pizer - Barry Tubb
- Agente Ramsey - Stanley Kamel
- Raymond - David Selburg
- Reagan - Harry Moses
- John Renko - Morgan Woodward
- Tracy Renko - Alley Mills
- Caroline Reynolds - Kristen Meadows
- Rico - Marco Rodríguez
- Nat Rikers - Tim Thomerson
- Doris Robson - Alfre Woodard
- Nemo Rodríguez - Don Cervantes
- Dr. Ted Rose - Sandy McPeak
- Hector Ruiz - Panchito Gómez
- Louis Russ - Stan Shaw
- Samantha - M.E. Loree
- Trudy Sandler - Betty McGuire
- Danny Santana - Reni Santoni
- Santini - Jeff Seymour
- Gene Scapizzi - Marc Alaimo
- Juez Maurice Schilling - Allan Rich
- Teniente Emil Schneider - Dolph Sweet
- Myrna Scnitz - Jane Alden
- Randolph Scripps - Kenneth Tigar
- Andy Sedita - Stuart Margolin
- Ben Seltzer - Barney Martin
- Shanks - Nicholas Shields
- Irish Bobby Shields - Guy Boyd
- Detective de Asuntos Internos Shipman - Arthur Taxier
- Sid el chivato - Peter Jurasik
- Rollie Simone - Michael Lerner
- Sneed - Gary Van Ormand
- Sosa - Al Ruscio
- Gina Srignoli - Jennifer Tilly
- Jack Steger - Sandy Ward
- Dr. Stuart - Sam Groom
- Swanson - George Dickerson
- Terry Sylvestri - Grace Zabriskie
- Officer Robin Tataglia - Lisa Sutton
- Mrs. Tatum - Ketty Lester
- Teresa - Helen Shaver
- Jill Thomas - Lynn Whitfield
- Denise Thompson - Freddye Chapman
- Agente Clara Tilsky - Jane Kaczmarek
- William (Buck Naked) Tully - Lee Weaver
- Tyler - Ricco Ross
- Sandy Valpariso - Linda Hamilton
- Mr. Viatoro - Luis Ávalos
- Juez Alan Wachtel - Jeffrey Tambor
- Concejal Wade - Walter Bobbie
- Dorothy Walker - Anne Curry
- Teniente John Walsh - John Brandon
- Webster - Mark Voland
- Charlie Weeks - Charles Hallahan
- Sam Weiser - Ron Silver
- Graham Wells - Granville Van Dusen
- Byron Whitcamp - Kale Browne
- Agente Wiley - Patti Johns
- Alfred Williams - Keith Amos
- Lynn Williams - Ann-Marie Johnson
- Wilma - Donna LaBrie
- Morris Wine - Ralph Manza
- Enfermera Linda Wulfawitz - Kathleen Lloyd